# CRBL
Eduard Mihail Andreianu (n. 30 iunie 1978, Pitești, România), cunoscut sub numele de scenă CRBL (Compun Rime Bine Legate), este un cântăreț, coregraf, dansator, actor, producător muzical și regizor român. A devenit cunoscut în anul 2000 ca membru al trupei Simplu, cu care a lansat opt albume. Și-a început cariera solo în 2010 cu piesa „Românu' n-are noroc” pentru care a obținut o nominalizare la premiile Romanian Music Awards din 2011.
CRBL a participat la două ediții Dansez pentru tine, a făcut parte din juriul primului sezon al emisiunii Megastar și și-a jucat propriul rol în „Un film simplu”.

## Trupa Simplu
Recunoașterea lui CRBL a venit în 2000, când a mers la casa de discuri ROTON cu un material demo și a înființat trupa Simplu, alături de Taz, Omu Negru, Smiley, Piticu și Francezu'. Trupa Simplu este prima trupă de breakdance autentică din România. 
Numele SIMPLU vine de la Simplu-Idei-Muncă-Putere-Luptă-Uniți, un adevărat motto pentru membrii trupei.
În decembrie 2000, trupele rivale din care făceau parte (Mesaj Nou și Extreme) au fuzionat. Au urmat antrenamente comune, realizarea coregrafiei, apariții în numeroase emisiuni de televiziune și spectacole. În februarie 2001 și-au lansat primul material discografic. Iar în noiembrie 2005, au pășit într-o altă etapă a carierei lor, semnând un contract cu CAT MUSIC.

## Trupa Big Bounce
În 2004 a reușit să deschidă propria sală de dans cu specific breakdance și streetdance și a format o nouă trupă de dans, BIG BOUNCE, cu care a câștigat numeroase concursuri de breakdance și streetdance. 
Considerată cea mai bună trupă de dans din România, a participat în spectacolele mai multor artiști români, au evoluat pe cele mai importante scene din țară, extinzându-și sfera de acțiune până și în domeniul producției de film. Ei au luat parte, alături de CRBL, la realizarea "Blood & Chocolate" ca dansatori și ca free-runners. 
Încă din 2004 de când s-a înființat, trupa Big Bounce a devenit membră a IDO. În fiecare an se desfășoară un concurs național, iar câștigătorii acestuia sunt invitați să participe la competiția internațională. În 2006, Big Bounce a câștigat în cadrul Concursului IDO (desfășurat la Oradea) titlul, atât la secțiunea solo, cât și la secțiunea trupe. Locul întâi – “Campionatul de dans Brașov” – Brașov 2004.

## Colaborări muzicale și coregrafice
CRBL are o vastă experiență în domeniul coregrafic. În pregătirea sa, de-a lungul anilor, a experimentat atât baletul, cât și dansul modern și dansul sportiv.
Alte domenii ceva mai neașteptate au fost dansul grecesc, dansul țigănesc, country etc. El a dovedit că un coregraf veritabil trebuie să aibă o experiență completă în domeniul său. Tocmai de aceea, în anul 1999 s-a axat pe un domeniu proaspăt pe scena dansului din România – Breakdance-ul.
El a realizat coregrafii pentru artiști precum Marius Moga, Cream, Anda Adam, Akcent, Corina, Andreea Bănică, Nadine, Andra sau B.U.G. Mafia.

## Film
Trupa Simplu – este singura trupă din România care a reușit să aibă „o zi din viața ei”; pe peliculă. La realizarea acestui vis un rol esențial l-a avut MediaPro Pictures și Pro TV. 
Acest proiect semnat Alma Sârbu poartă numele "Un film SIMPLU" și a fost lansat în toamna 2008 de Pro TV. 
Alături de membrii trupei Simplu au participat și alte nume din showbiz: Cătălin Măruță și Iulian Moga în roluri de polițiști, Alex și Connect-R în roluri de infractori, Don Baxter în rol de MC, Răzvan Fodor și micuța Andreea pentru care CRBL a luptat în competiția “Dansez pentru tine” în ediția 2008.
Debutul cinematografic al lui CRBL a avut loc în pelicula de lung metraj Furia (2002), un film de acțiune și în același timp o comedie românească a casei Media Pro Pictures. 

## Televiziune
CRBL mai este cunoscut în mass-media românească și ca prezentatorul show-ului Megastar, precum și pentru numeroasele colaborări coregrafice și muzicale cu artiști români în vogă. CRBL în anul 2019 câstigă impreună cu Oase, emisiunea Asia Express difuzată pe Antena 1.   

## Viața personală
Eduard este căsatorit cu Elena, coregrafa sa de la Dansez pentru tine, pe care a întâlnit-o în 2008. La cununia civilă, CRBL l-a întruchipat pe Al Capone, iar nunta a fost organizată în stil mafiot. Cei doi au o fiică numită Alesia Ecaterina, născută în 2010. În vara anului 2020, CRBL s-a hotărât să-și schimbe viața la 180 de grade. Acesta și-a luat întreaga familie și s-au mutat în Spania. Deși a luat această decizie, artistul nu renunță la muzică. Își ține fanii la curent cu întreaga sa evoluție pe paginilie de socializare, unde cei care îl urmăresc, abia așteaptă să vadă ce surprize le aduce artistul lor preferat.